# Самородки
Самородки (рос. Самородки) — селище в Бариському районі Ульяновської області Російської Федерації.
Населення становить 330 осіб. Входить до складу муніципального утворення Жадовське міське поселення.

## Історія
Від 2004 року входить до складу муніципального утворення Жадовське міське поселення.

## Населення
| 2010 |
| ---- |
| 330  |